# Honoré Gonon
Pour les articles homonymes, voir Gonon.
Honoré-Jean Gonon, né le 19 mai 1780 à Paris et mort dans la même ville en 1850, est un fondeur français, notamment avec la technique de la cire perdue.
Il est le père d'Eugène Gonon, également fondeur.

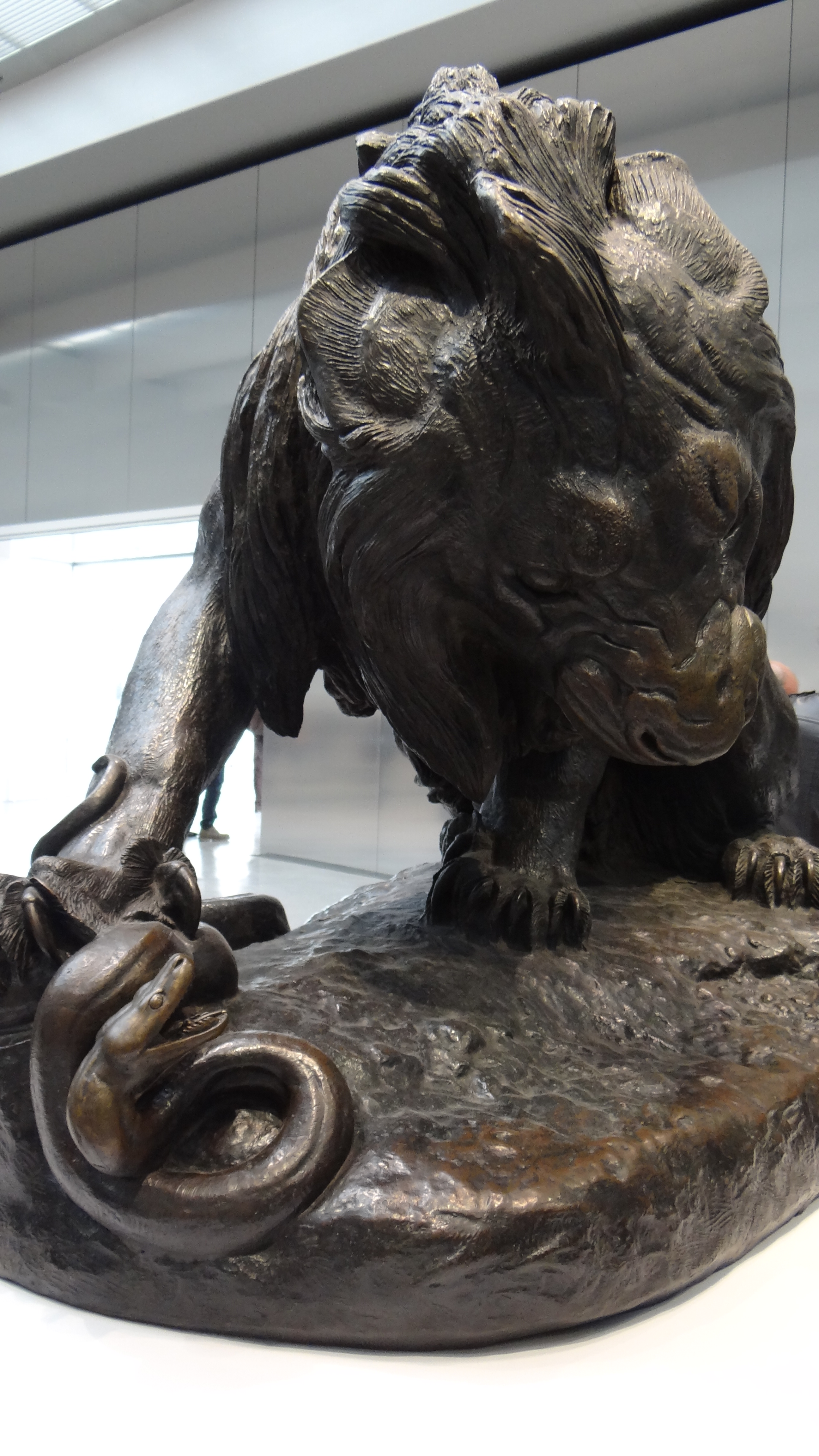
Antoine-Louis Barye - Le Lion au serpent, 1832, fondu par Honoré Gonon en 1835, commande d'état en 1836. Exposé de 1836 à 1911 sur les terrasses des Tuileries, maintenant dans la Galerie du Temps au Louvre-Lens.

## Biographie

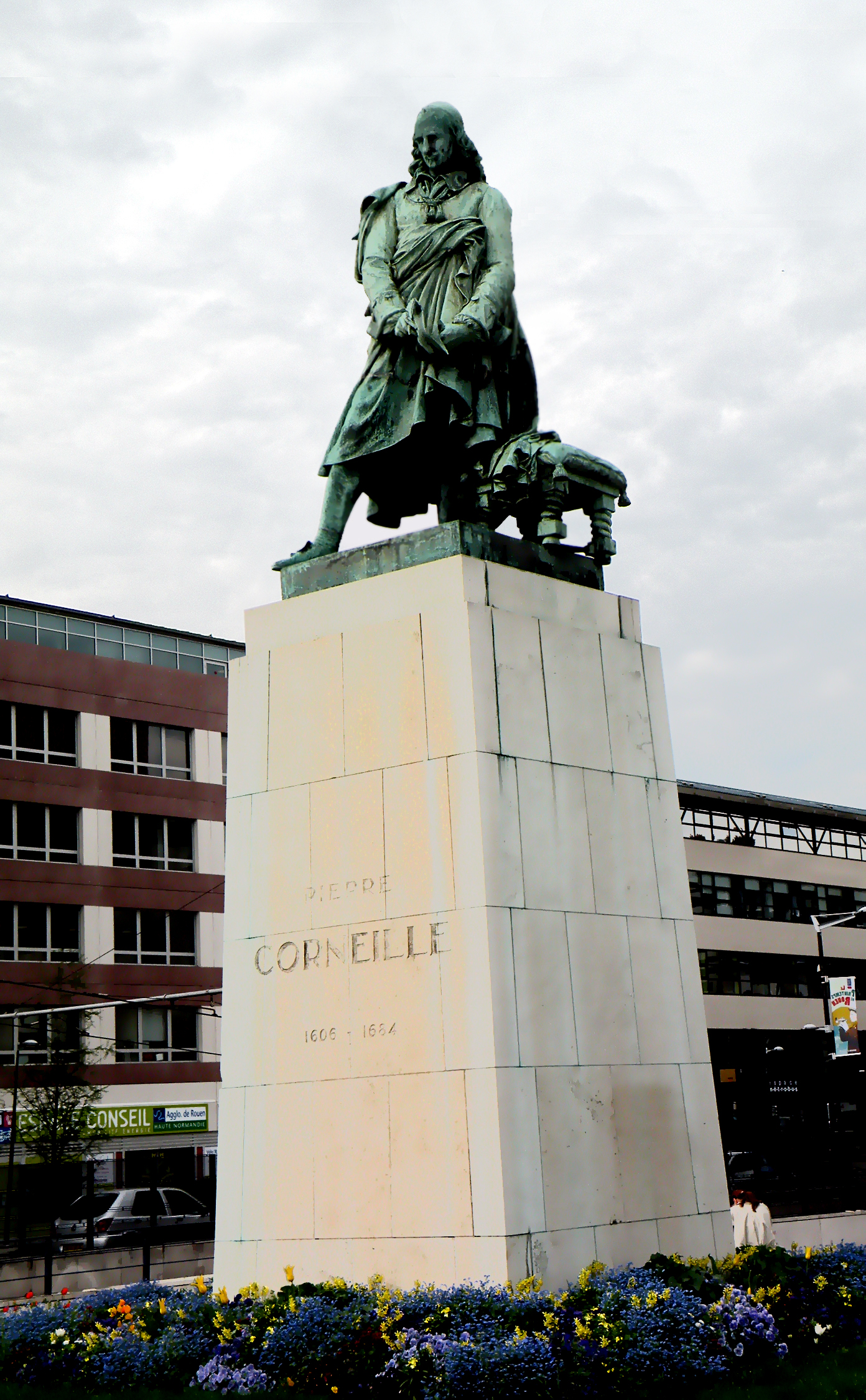
Statue sur l'esplanade du Théâtre des Arts de Rouen, du sculpteur David d'Angers en 1834.

Honoré Gonon avait été préféré comme fondeur pour l'Éléphant de la Bastille projet supervisé par Vivant Denon, le projet fut tout d'abord confié à l'architecte Jacques Cellerier, puis, après 1812, à Jean-Antoine Alavoine, qui conçut, au terme de nombreux croquis préparatoires et études, un monument de 16 mètres de long (diamètre du socle de la statue) et 24 mètres de haut, dont environ 15 mètres pour la statue colossale (plus grande que nature), tour comprise. Le bronze de cette dernière, ainsi que celui du harnachement et des ornements de l'éléphant, seraient dorés. La fontaine occuperait le centre de la place, et l'éléphant serait tourné vers la rue Saint-Antoine.
Avant 1812 Honoré Gonon était associé avec Charles-Stanislas Canlers un fondeur, ciseleur et sculpteur français, lauréat du Prix de Rome en 1808.
Honoré Gonon  secondait M. Piggiani dans l'art de la fonte. Le 18 mars 1817 il réalise des fontes pour la statue d'Henri IV à la fonderie Saint-Laurent sis Rue du faubourg Saint-Martin à Paris. Le 23 mars 1817 en présence du statuaire et du secrétaire de l’académie des beaux-arts M. Quatremère de Quincy
.
Honoré Gonon et son fils Eugéne fondirent ainsi un grand nombre de bustes et de groupes et plusieurs grandes statues. Dans ce nombre le Danseur napolitain est au musée du Luxembourg Pierre Corneille à Rouen, Hoche à Versailles, Cuvier à Montbéliard, Cujas à Blois, Kleber à Strasbourg, Jefferson à Washington, Le Lion au Serpent est sur la terrasse des Tuileries. Dix années furent consacrées à ces grands travaux mais les opérations étaient capricieuses elles exigeaient souvent des retouches et ce travail finit par faire perdre beaucoup d'argent à Honore Gonon qui découragé abandonna l'art du fondeur.
Après la mort d' Honoré Gonon, dernier fondeur dans la technique de la Cire perdue, Antoine-Louis Barye se plaignait d'être mal interprété: c'est ainsi qu'il devient fabricant de Bronze.

## Spécificités
Adeptes de la fonte à cire perdue, les Gonon remirent en honneur cet ancien procédé, plus coûteux, mais bien plus précis dans la reproduction qu’il permet d’obtenir du modelé du modèle que celui de la fonte au sable. Ils rappelèrent que la fonte à cire perdue dispensait de l’usage de la ciselure effectuée par une main étrangère sur les bronzes fondus dans des moules « au sable » et répétés en séries. Pradier utilisa la fonte à la cire perdue pour fondre soit des pièces uniques, soit des pièces exécutées en un nombre réduit d’exemplaires, le procédé nécessitant, pour la production de chaque exemplaire, la fabrication d’un modèle nouveau identique au modèle original.

## Œuvres Fondues
- L'éléphant (1832) premier bronze de Antoine-Louis Barye pour Louis d'Orléans (1814-1896)[7]
- Le Combat de Charles Martel et d'Abderame, roi des Sarrazins (1833) de Jean-François-Théodore Gechter
- Saint Georges terrassant le dragon  (1832) de Paul Delaroche
- Charles VII Le Victorieux ; Cavalier du XVe siècle de Antoine-Louis BaryeNotice no , sur la plateforme ouverte du patrimoine, base Joconde, ministère français de la Culture
- NICCOLO PAGANINI (1784-1840) de Pierre-Jean David d'AngersNotice no , sur la plateforme ouverte du patrimoine, base Joconde, ministère français de la Culture
- Pierre Corneille (1834) de Pierre-Jean David d'AngersNotice no , sur la plateforme ouverte du patrimoine, base Joconde, ministère français de la Culture
- JEUNE PECHEUR DANSANT LA TARENTELLE de Francisque Duret Notice no , sur la plateforme ouverte du patrimoine, base Joconde, ministère français de la Culture
- Jeanne d'Arc à cheval terrassant l'Anglais de Marie d'Orléans (1813-1839) Notice no , sur la plateforme ouverte du patrimoine, base Joconde, ministère français de la Culture
- Lampe de Saint-Michel de Félicie de Fauveau

## Photothèque

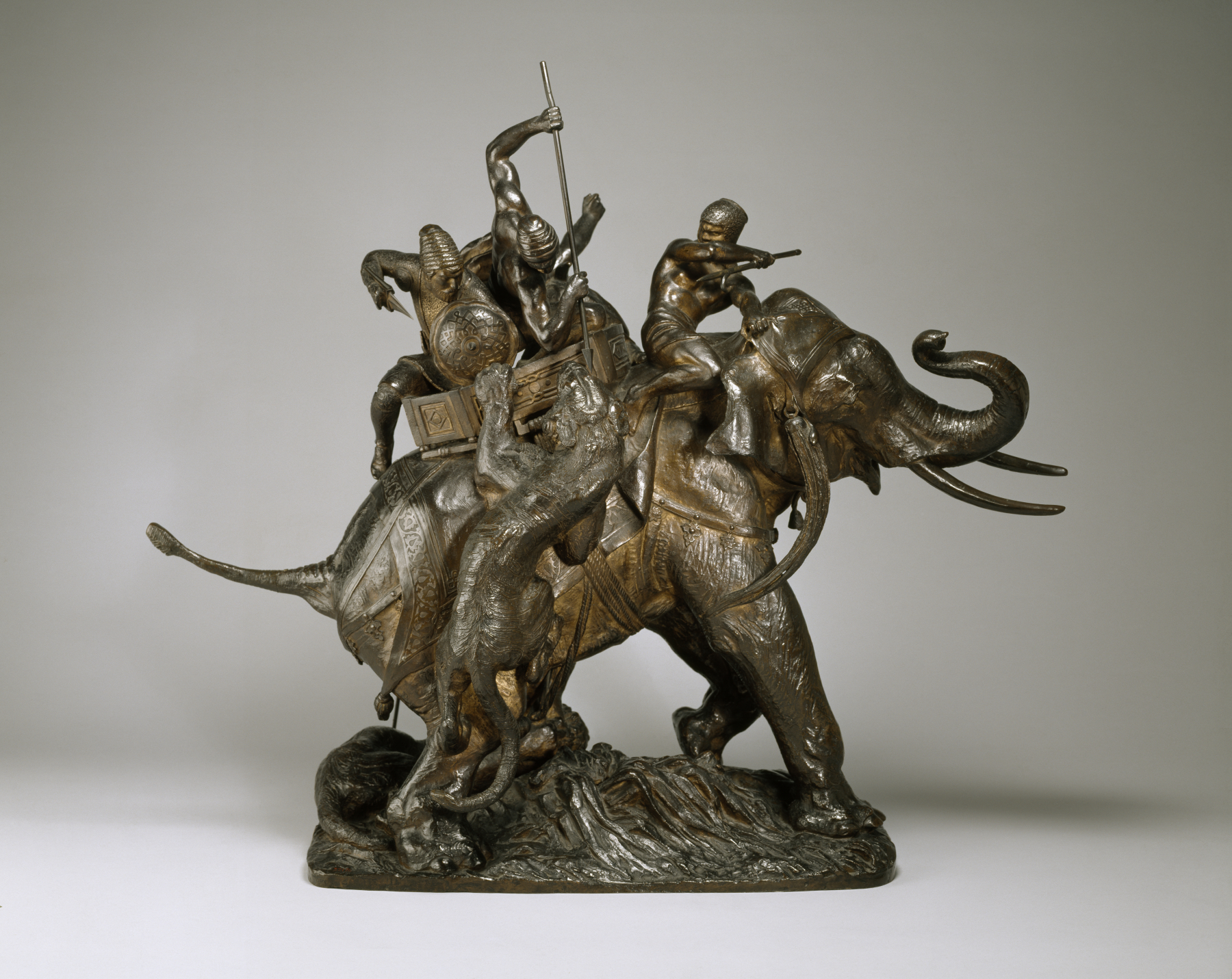
"Surtout de table": Tiger Hunt
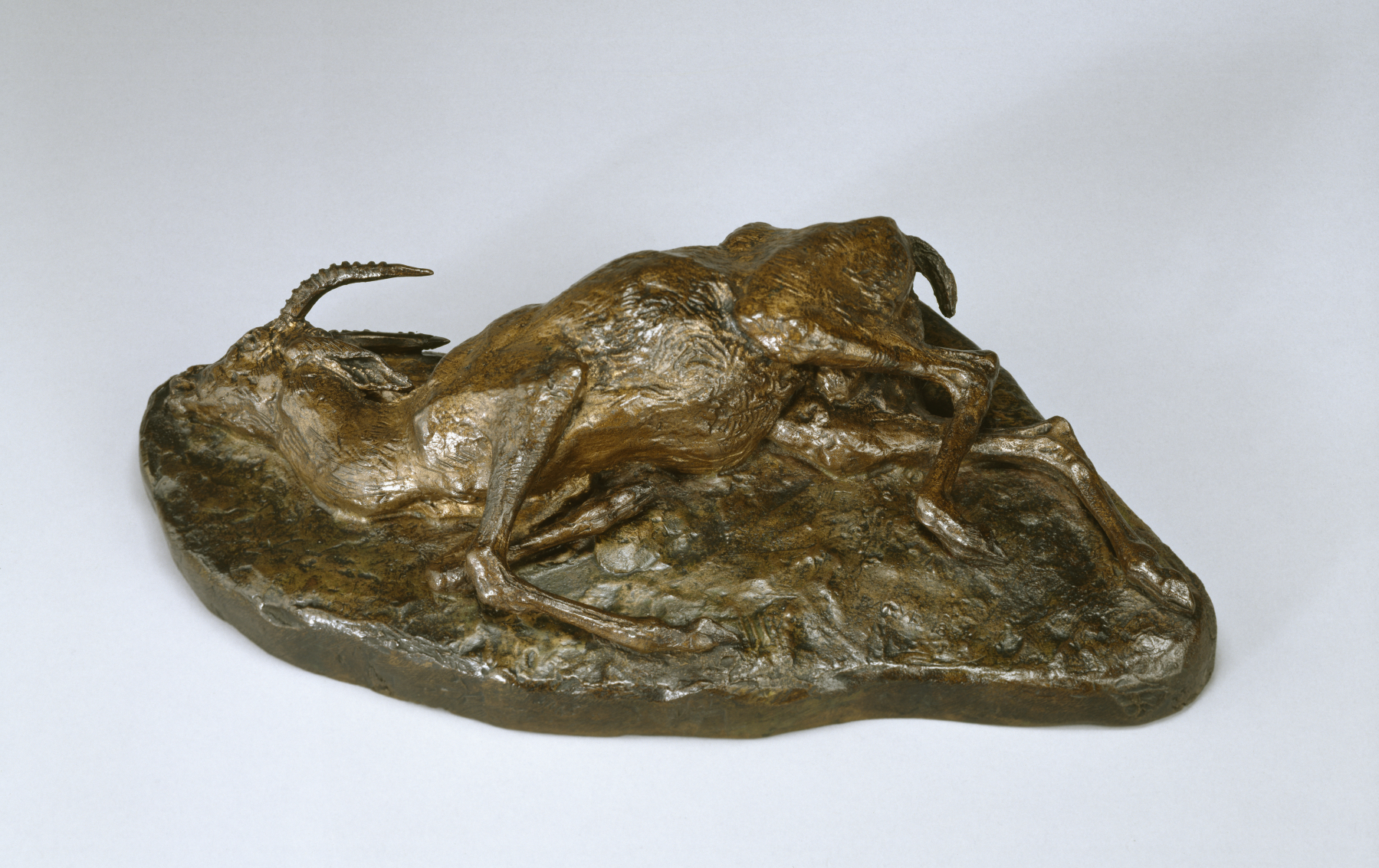
La gazelle morte